# Granulibacter bethesdensis
Granulibacter bethesdensis ist ein gramnegatives Bakterium, das auf Sauerstoff angewiesen, also aerob ist. Es ist ein opportunistisch krankheitserregendes Stäbchen-Bakterium und wird der Familie der Acetobacteraceae zugerechnet. Granulibacter bethesdensis gehört innerhalb dieser Familie zu den Essigbakterien. Es ist das erste bekannte Essigsäurebakterium, für welches man humanpathogenes Potenzial in Form invasiver Infektionen zeigen konnte, zwischenzeitlich wurden jedoch noch weitere Essigsäurebakterien mit Humanpathogenität assoziiert.
Die Bezeichnung „Granulibacter bethesdensis“ leitet sich von den Begriffen „Granulibacter“ (stäbchenförmiges Bakterium, das Granulome hervorruft) und „bethesdensis“ (Bethesda, Maryland, USA) ab. Im Jahre 2003 isolierten David E. Greenberg und seine Kollegen dort erstmals das Bakterium aus den Lymphknoten eines an septischer Granulomatose erkrankten Patienten.

## Entdeckung
Im Juli 2003 wurde ein seinerzeit 39-jähriger Mann mit septischer Granulomatose (CGD) in das „National Institute of Health“ eingeliefert, da er bereits seit über drei Monaten an wiederkehrendem Fieber, Schweißausbrüchen und starkem Gewichtsverlust litt. In erster Linie wurde von einem bakteriellen Infekt als Ursache ausgegangen und behandelt wurde mit antimikrobakteriellen Medikamenten, doch blieb eine Besserung der Symptome aus. David E. Greenberg, ein Arzt, welcher im NIAID tätig war, entfernte mehrere Lymphknoten, um diese zu untersuchen. Den ermittelten Testergebnissen nach ließen sich die gefundenen Bakterien keiner bekannten Art sicher zuordnen. Nach Abschluss der Genesequenzierungen kam man zu dem Schluss, dass es sich um eine neu entdeckte Bakterienart handelte. Seither kristallisiert sich heraus, dass Immungesunde in der Regel nicht an Infektionen mit Granulibacter bethesdensis erkranken. In der Regel kommt dies bei sogenannten Immundefizienten (nicht vollständig immungesunden Personen) vor. Zugrunde liegt eine defektive Funktion einer Klasse von weißen Blutkörperchen. Die Bakterien lassen sich vor allem in Lymphknoten von Personen nachweisen, welche an einer Immunschwäche leiden (septische Granulomatose).

## Eigenschaften

### Morphologie
Granulibacter bethesdensis ist stäbchen- bis kugelförmig (kokkoid, hergeleitet von Coccobacillus [cocca = sphärisch; bacillus = länglich]) und ist damit kürzer als andere Stäbchenbakterien. Der Mikroorganismus besitzt keine Flagellen und ist somit primär bewegungsunfähig. Des Weiteren bildet er keine Endosporen aus, um ungünstige Umweltbedingungen zu überstehen. Jedoch ist eine Glykokalyx vorhanden, welche zur Adhäsion an Oberflächen und zur Vermeidung von Phagocytose durch den Wirt dient. Als gramnegatives Bakterium besitzt das Granulibacter bethesdensis eine innere Membran, eine einschichtigen Mureinhülle und eine äußere Membran.

### Struktur
Das komplette Genom des Bakteriums wurde erstmals am 24. September 2006 in den Rocky Mountain Laboratories, National Institute of Allergy and Infectious Diseases, isoliert und analysiert. Hierzu wurde die 16S-rRNA sequenziert, um sie mit den Genen anderer Bakterien mittels einer Datenbank zu vergleichen. Somit wurde sichergestellt, dass es sich bei Granulibacter bethesdensis auch tatsächlich um ein neuentdecktes Bakterium handelt. Da keine Übereinstimmungen mit bekannten Bakterien festgestellt wurden, bekam Granulibacter bethesdensis seine eigene Klassifizierung als humanpathogenes Bakterium.
Es besitzt ein einzelnes zirkuläres Chromosom, welches 2,7 Mbp (Megabasenpaare) lang ist und sich zu 59,1 % aus Guanin + Cytosin Basenpaarungen aufbaut (der sogenannte GC-Gehalt).
Die Ursache der Virulenzfaktoren bei Granulibacter bethesdensis, das zurzeit einzige bestätigte Mitglied der Acetabacteraceae-Familie, welches humanpathogen ist, besteht vermutlich in einem vergangenen horizontalen Gentransfer. Gentransfers dieser Art kommen vor allem bei gramnegativen Bakterien vor. Hierzu wird durch F-Pili (Sexpili oder Fertilitätspili) zwischen den beiden Bakterien eine Plasmabrücke aufgebaut, damit DNA untereinander ausgetauscht werden kann. Es wird davon ausgegangen, dass die pathogenen Apomorphien bei Granulibacter bethesdensis aus einem vergangenen Gentransfer mit dem Bakterium Methylobacterium extorquens stammen.
Auf Grund der bei einer Immunreaktion entstehenden Antigen-Antikörper-Komplexe kann man die Präsenz solcher Bakterien experimentell beweisen. Zu diesen Nachweismethoden gehören unter anderem:
- ELISA-Test (Enzyme-Linked Immunosorbent Assay)
- Western Blot

### Lebensweise und Eigenschaften
Granulibacter bethesdensis gehört zur Familie der Acetobacteraceae, welche primär in Früchten, Pflanzen, Boden und Wasser ubiquitär vertreten ist, wobei man die höchste Vorkommensrate in den Tropen vorfindet. Diese Mikroorganismen sind aerobe Bakterien und benötigen somit Sauerstoff um ihren Metabolismus zu betreiben. Anders als bei den meisten Aceobacteraceae, deren optimale Wachstumstemperatur bei 30 °C liegt, wächst Granulibacter bethesdensis am effektivsten bei 35 – 37 °C. Diese, für humanpathogene Bakterien übliche, Umgebungstemperatur ähnelt der Körpertemperatur des Menschen die bei ca. 36 °C liegt. Über die Temperatur hinaus, sind für Granulibacter bethesdensis folgende Wachstumsvoraussetzungen von Bedeutung: ein pH-Wert von 5,0 – 7,0 und eine hohe Konzentration an Glucose. Daher lässt sich Granulibacter bethesdensis besonders gut auf Glutamat- und Mannitol-Agar kultivieren. Darüber hinaus produziert er ein gelbes Pigment, ist Katalase positiv, Urease variabel und Oxidase negativ.

### Stoffwechsel
Als aerobes Bakterium bezieht Granulibacter bethesdensis Energie aus der Oxidation von Glucose. Im Gegensatz zu anderen Acetabacteraceae, welche Alkohole und Polysaccharide oxidieren können, produziert es zudem durch die sogenannte „subterminale Oxidation“ (= unvollständige Oxidation) aus Ethanol über Acetaldehyd (Ethanal) letztendlich Essigsäure.
{\displaystyle {\ce {C2H5OH -> CH3CHO -> CH3COOH}}}
Außerdem zeichnet sich das Bakterium durch einen methylotrophischen Charakter aus. Es besitzt somit die Fähigkeit Methanol als einzige Quelle für den Stoffaufbau und als Energiequelle zu verwenden.
Als Katalase positives Bakterium setzt es das bei der Phagocytose des Wirtes verwendete Wasserstoffperoxid (H2O2) zu Sauerstoff (O2) und Wasser (H2O) um und neutralisiert so dessen schädigende Wirkung:
{\displaystyle {\ce {2H2O2 -> 2H2O + O2}}}
Der Nachweis für Oxidase ist dagegen negativ, der für Urease fällt in schwachem Maße positiv bis variabel. Aus der Spaltung von Urease kann das Bakterium Kohlenstoffdioxid (CO2) und Ammoniak (NH3) als eine Art zusätzliche Schutzschicht oder zur pH-Regulation gewinnen.

Diese zahlreichen metabolischen Reaktionen verleihen dem Bakterium industrielle und biologische Bedeutung. Da das Bakterium durch Oxidation Essigsäure herstellt, ist es besonders nützlich bei der Gewinnung von Essig und der Fermentierung von Wein. Es kommt auch anderweitig zum Einsatz, da es Ethanol, Methanol und Formaldehyde zu nicht giftigen Produkten, wie z. B. CO2, Wasser oder schwächere Säuren umwandeln kann.

## Pathogenität und Virulenz

### Septische Granulomatose
Es handelt sich hierbei um eine seltene Erbkrankheit, welche die Immunabwehr betroffener Menschen bedeutend einschränkt, da die Funktion der neutrophilen Granulozyten schwerwiegend gestört ist. Neutrophile Granulozyten (ein Typ Abwehrzellen im Blut) werfen im Normalfall eine fibrilläre Matrix wie ein Fangnetz aus, um so Bakterien einzufangen. Die auf diese Weise festgehaltenen Bakterien können sich nicht mehr fortbewegen und werden im Idealfall verdaut. Grundlage der septischen Granulomatose ist einerseits eine Fehlfunktion dieses Vorgangs sowie einer gestörten Funktion der NADPH-Oxidase von Neutrophilen. Im Normalfall wird in einer chemischen Reaktion aus NADPH Superoxid gebildet, welches wiederum in Wasserstoffperoxid und Hypochlorige Säure umgewandelt werden kann. Die Funktion dieser Verbindungen besteht darin, innerhalb eines Selbstzerstörungsmechanismus der Zelle, gefressene Bakterien zu zersetzen.
{\displaystyle {\ce {NADPH + 2O2 <-> NADP+ + 2O2- + H+}}}
Da aber durch die septische Granulomatose diese Reaktion gestört ist, können die Granulozyten die aufgenommenen Krankheitserreger nicht mehr phagocytieren. Die Erreger verbleiben somit in den Granulozyten, werden unentdeckt im Körper transportiert und können so andere Körperregionen und Organe befallen. Aufgrund dieser Anomalien sind die Betroffenen besonders anfällig für wiederkehrende Opportunisten, da sich jene ungehindert im Wirtskörper ausbreiten können. Erkrankte Personen leiden bereits ab frühem Kindesalter an nicht abklingenden Infektionen sowie schweren Organschäden und sterben meist früh.

### Virulenzfaktoren
Granulibacter bethesdensis besitzt wie andere gramnegative Bakterien zusätzlich zu der nur dünnen Mureinschicht noch eine äußere Membran mit verschiedenen lipidhaltigen Verbindungen. Da das Bakterium zudem Katalase-positiv ist, hat es ein sehr hohes humanpathogenes Potenzial, weil es aufgrund seiner H2O2-Resistenz kaum phagozytiert werden kann. Zudem besitzt es eine sehr ausgeprägte Antibiotikaresistenz gegen viele unterschiedliche Antibiotika. Ein Großteil der Gene, welche diese Resistenzen codieren, weist eine hohe Übereinstimmung mit denen des Bakteriums Gluconobacter oxydans auf. Man geht aufgrund dieser genetischen Ähnlichkeit davon aus, dass die Resistenz von Granulibacter bethesdensis ebenfalls aus einem horizontalen Gentransfer zwischen den beiden Bakterien resultiert.
Ebenfalls typisch für pathogene Bakterien sind Adhäsine, die zur Adhäsion an Oberflächen (z. B. Zellen) fähig sind. Auch diese sind in großer Vielzahl bei dem Bakterium vorhanden.

### Symptome
Die Krankheit zeichnet sich durch regelmäßige bakterielle Infektionen, Fieber, Atemnot und Entzündungen aus. Typisch sind vor allem krankhafte Schwellungen und Entzündungen der Lymphknoten (sogenannte Lymphadenopathie). Eine Hepatosplenomegalie ist nicht selten, zudem ist eine Pneumonie eine der häufigsten Krankheitsmerkmale. Auch kommt es häufig zur Bildung von Granulomen und anderen Abszessen auf der Haut. Diese Entzündungen können zu Verengungen im Verdauungstrakt und im Lungengewebe führen, sodass viele Patienten mit Schluck- und Atembeschwerden kämpfen müssen.
Weitere Anhaltspunkte sind unter anderem ein leicht erhöhter Gehalt an Neutrophilen und IgG, während die Anzahl der anderen Blutkörperchen (z. B. Leukozyten) gleich bleibt, sowie das Auftreten von Anämien und Hämoglobinmangel.

### Diagnostik
Die defekte Phagocytose der Neutrophilen kann man durch den NBT-Test (Nitroblau-Tetrazoliumchlorid) nachweisen. Er ist der wohl bekannteste Test, ist aber teilweise sehr ungenau, da er viele partielle Defekte nicht nachweisen kann. Das Nitroblue-Tetrazoliumchlorid bindet an gesunde Granulozyten und färbt sie umso blauer, je höher deren Sauerstoffproduktion ist. Leidet ein Patient nun an septischer Granulomatose, so bleibt diese Blaufärbung aus.
Zur Klärung der genauen genetischen Ursache werden die Exons 1 bis 13 des CYBB-Gens mithilfe von PCR aus der DNA amplifiziert und analysiert. Diese 13 Exons codieren für ein 570 Aminosäuren großes Membranprotein, welches eine wichtige Rolle für die NADPH-Oxidase und die Phagocytose spielt.

### Therapie
Wenn die Krankheit bereits im frühen Kindesalter diagnostiziert wurde, kann man durch ein komplexes Impfprogramm gewisse Präventionen treffen.
Durch die regelmäßigen Impfungen können zumindest die Infektionen durch gängige Bakterien und Grippeviren vermieden werden.
Die Heilung an sich beruht eher auf der Bekämpfung der Symptome und so werden den Erkrankten täglich Antibiotika oder Gamma-Interferone verabreicht, um bakterielle Infektionen möglichst rasch zu bekämpfen und so am Ausbreiten zu hindern. Diese andauernde Verabreichung von Antibiotika verleiht allerdings vielen Bakterien eine entsprechende Resistenz. Im späteren Verlauf der Krankheit ist es zudem nötig, die entstandenen Granulome und Abszesse chirurgisch zu entfernen, um weitere Entzündungen zu verhindern. Zu der Therapie gehört zudem, dass sich die Erkrankten von allen potenziellen Erreger-Ansammlungen fernhalten, wie zum Beispiel Bauernhöfe, Komposthaufen oder Schimmel. Auch Krankenhäuser sind für die Betroffenen eine Gefahr, da sich dort besonders viele Keime befinden.
Die momentan effektivste Heilmethode für die septische Granulomatose wird bisher durch Blutstammzelltransplantationen gewährt, da die Heilung dadurch bei über 90 % liegt. Jedoch muss man mit schweren Komplikationen rechnen, wie z. B. starken Abstoßreaktionen.